# Matosaari (ö i Norra Savolax, Inre Savolax, lat 62,63, long 27,49)
Matosaari är en ö i Finland. Den ligger i sjön Ylävesi och i kommunen Suonenjoki i den ekonomiska regionen  Inre Savolax ekonomiska region  och landskapet Norra Savolax, i den centrala delen av landet, 300 km nordost om huvudstaden Helsingfors. Öns area är 1,6 hektar och dess största längd är 310 meter i sydöst-nordvästlig riktning.